# Malte aux Jeux olympiques d'été de 1972
Malte participe aux Jeux olympiques d'été de 1972 qui se déroulent du 26 août au 11 septembre 1972 à Munich en Allemagne. Il s'agit de sa sixième participation à des Jeux d'été. La délégation maltaise est représentée par des athlètes en cyclisme et en tir.
Malte fait partie des pays qui ne remportent pas de médaille au cours de cet événement sportif.

## Résultats

### Cyclisme
Malte présente au départ des Jeux Olympiques une équipe sur l'épreuve du contre-la-montre par équipe sur une distance de 100km. Elle termine 31e, à près de 20 minutes des vainqueurs, l'Union soviétique.
Hommes
| Athlète                                           | Épreuve                      | Temps             | Rang |
| ------------------------------------------------- | ---------------------------- | ----------------- | ---- |
| Louis Bezzina John Magri Joseph Said Alfred Tonna | Contre-la-montre par équipes | 2 h 31 min 40 s 1 | 31e  |

### Tir
L'autre discipline dans laquelle Malte présente des athlètes est le Tir et précisément le Skeet hommes avec la présence de Joseph Grech. Cer dernier termine 55e de l'épreuve avec 170 points.
Hommes
| Athlète      | Épreuve | Finale   | Finale |
| Athlète      | Épreuve | Résultat | Rang   |
| ------------ | ------- | -------- | ------ |
| Joseph Grech | Skeet   | 170 pts  | 55e    |